# ルテル
ルテル （Rethel）は、フランス、グラン・テスト地域圏、アルデンヌ県のコミューン。

## 地理
エーヌ川がコミューン中心部を流れる。

## 歴史
ガイウス・ユリウス・カエサルがこの地に駐屯したことがコミューンの基礎となった。メス司教アルヌルフの伝記中に、アルヌルフの家族がランス司教レミギウスにvilla Reisteteにて所有する財産全てを寄進した話が記されている。villa Reisteteとはルテルの古名である。小さな町はその後ランスのサン＝レミ修道院に属し、行政は代理人が行った。10世紀半ば、代理人であったマナスス1世が初のルテル伯爵と呼ばれた。1405年に正式に伯爵領となり、1581年に公爵領に昇格した。1663年にはマザラン公爵の所有する称号となった。
フランス・スペイン戦争ではスペインに占領され、1653年にフランス軍が奪還した。
1814年、スペイン人捕虜を感染源としてチフスが流行した。1832年と1849年にはコレラが流行した。
ルテルは、食肉加工品である白ブーダンで有名である。2001年から地理的表示の扱いを受けている。

## 姉妹都市
- ビトブルク、ドイツ